# Uniwersytet WSB Merito Gdynia
Uniwersytet WSB Merito Gdynia (wcześniej Wyższa Szkoła Bankowa w Gdańsku filia w Gdyni) – jednostka dydaktyczno-naukowa będąca filią Uniwersytetu WSB Merito w Gdańsku, funkcjonuje w Gdyni od 2008 roku. Uczelnia macierzysta istnieje od 1998 roku. W dniu 28 marca 2013 Wyższa Szkoła Bankowa w Gdańsku oraz Szkoła Wyższa Prawa i Dyplomacji w Gdyni zawarły porozumienie w sprawie połączenia obu uczelni i z dniem 1 lipca 2013 SWPD stała się częścią gdyńskiej filii. 

## Władze[2]
- Rektor – dr hab. Jan Wiśniewski
- Prorektor ds. dydaktyki – dr inż. Irena Bach-Dąbrowska
- Prorektor ds. nauki i współpracy z zagranicą – dr hab. Artur Kozłowski, prof. UWSB
- Kanclerz – Emilia Michalska
- Zastępca kanclerza – Anna Kuklińska
- Zastępca kanclerza – Katarzyna Litwin

## Kształcenie
Uniwersytet WSB Merito Gdynia daje możliwość podjęcia studiów na dziewięciu kierunkach. W zależności od wybranej specjalności, studia można zrealizować w trybie stacjonarnym lub niestacjonarnym, a także - odpowiednio dla każdego kierunku i specjalności - można wybrać preferowany sposób uczestnictwa w zajęciach: w formie tradycyjnej (czyli w sali wykładowej) lub hybrydowej (część zajęć prowadzona w sali wykładowej, a część online). W ofercie znajdują się specjalności w formie kształcenia dualnego oraz takie, których językiem wykładowym jest angielski.:  
- Studia I stopnia (licencjackie, 3-letnie)[3]:
  - Bezpieczeństwo wewnętrzne
  - Filologia
  - Finanse i rachunkowość
  - Informatyka
  - Logistyka
  - Pedagogika
  - Psychologia w biznesie
  - Turystyka i rekreacja
  - Zarządzanie
- Studia I stopnia (inżynierskie 3,5-letnie)[3]:
  - Informatyka
  - Logistyka
- Studia II stopnia (magisterskie 2-letnie)[4]:
  - Zarządzanie

Na Uniwersytecie WSB Merito Gdynia dostępnych jest ponad 90 kierunków studiów podyplomowych. 

## Działalność studencka
- Samorząd Studentów
- Koła naukowe, m.in.:
  - International Students Group (ISG)
  - Koło Naukowe Finansów i Rachunkowości „Profit”
  - Koło TV Internetowej WSBTV
  - Studenckie forum BCC
  - Akademicki Związek Sportowy (AZS)
  - Studenckie Koło Debat Oksfordzkich
  - Koło Naukowe zwinnego zarządzania projektami IT "AGILE IT"
  - Bezpieczeństwo jest najważniejsze (BJN)
  - Koło logistyczne Streamline Logistics
  - Psychologia w Biznesie
  - Prawo karne